# Juliana Paula dos Santos
Juliana Paula dos Santos, född 12 juli 1983, är en friidrottare från Brasilien. Hon deltog vid olympiska sommarspelen 2016.